# Glossaire du jeu de rôle
Ce glossaire du jeu de rôle recense les termes, notions, objets ou situations qui sont propres aux jeux de rôle sur table.

## A
- Haut – A
- B
- C
- D
- E
- F
- G
- H
- I
- J
- K
- L
- M
- N
- O
- P
- Q
- R
- S
- T
- U
- V
- W
- X
- Y
- Z

- Actual play : partie/séance filmée de jeu de rôle sur table destinée à un public ; peut prendre la forme d'un podcast, parfois même d'une web-série, à l'instar de Critical Role. Voir aussi Effet Mercer.
- Aide de jeu : petit supplément de quelques pages, qui propose au meneur de jeu du background (par exemple la description d’un adversaire ou d’une ville) ou des règles optionnelles, afin que le jeu gagne en variété, en réalisme, et/ou pour simplifier ou accélérer certaines procédures des règles. La plupart des aides de jeu sont l’œuvre d’amateurs, mais on en trouve aussi dans les suppléments officiels. Le diminutif AdJ est parfois utilisé.
- Alignement : catégorie résumant le point de vue d'un personnage sur la vie, ses valeurs morales, popularisé par Donjons et Dragons ; cela recouvre en général les valeurs de bien et de mal, ainsi que le respect de la loi ou l'attachement au choix individuel ; la plupart du temps, cette catégorie sert à gérer la compatibilité entre un personnage et un être surnaturel (dieu, démon) ou un objet magique pouvant percevoir cette valeur morale (par exemple, un personnage « bon » ne pourra pas manipuler un objet démoniaque, un objet bon ne pourra être manipulé que par un « cœur pur »).
- Analogie du jeu d'échec[1],[2] : L'analogie du jeu d'échec décrit l'idée que le positionnement ne peut pas se faire dans une partie de jeu de rôle si l'on raconte des évènements illustrant les mouvements des pièces, qui n'influent pas eux-mêmes sur ce qu'il se passe sur l'échiquier. Voir le mot de Vincent Baker, sur le blog Anyway, dans la discussion suivant le billet “Positionning, my premature conclusion”[3] : Pour obtenir un positionnement complet, il faut générer via le système de jeu trois types d'interactions entre le niveau “réel” du jeu (les  règles, les chiffres, les fiches de personnage, les dés…) et le niveau  “fictionnel” :
  - Réel → Fiction
  - Fiction → Réel
  - Fiction → Fiction (c-à-d. interagir avec d'autres participants avec la fiction)
- Aparté : épisode de jeu pendant lequel le meneur de jeu prend un joueur à part pour que les autres ne sachent pas ce qui va se dire.
- Approbation : Manifestation verbale ou non-verbale (sourire, exclamation, interjection, dire son sentiment) de l'appréciation d'une proposition. Parfois discrète, parfois démonstrative. Fonctionne aussi par réincorporation d'un élément amené par quelqu'un d'autre. L'approbation constitue un élément essentiel de la cohésion des participants autour d'une partie de jeu de rôle. Quand tout le monde est impassible, il n'existe aucun moyen de savoir si nos propositions sont appréciées ou non. Ce n'est pas parce que personne ne s'oppose qu'une  proposition plaît. Le Positionnement permet de savoir ce qui cloche et ce qui est OK, l'approbation permet  de savoir dans quelle direction on veut aller tous ensemble, où va-t-on  chercher un plaisir commun, plutôt qu'un plaisir individuel. Certaines mécaniques de jeu permettent de renforcer l'approbation, comme le don de dés dans Breaking the Ice d'Emily Care Boss et dans Prosopopée de Frédéric Sintes, ou les points d'immersion dans Sens de Romaric Briand. L'approbation est également une validation par le groupe des participations de chacun dans le cadre d'une démarche créative. On parle  de cycles de création-approbation. Il s'agit là de l'origine du concept[4].
- Aptitude : voir Compétence.
- Arbre mort : désigne un livre papier, par opposition à un livre électronique. Également appelé « cadavre d'Ent ».
- Archétype, personnage archétypique ou archétypal : personnage-type qui correspond à un concept facilement identifiable (exemples : détective privé, étudiant, contrebandier…). De nombreux jeux proposent des personnages pré-tirés correspondant à divers archétypes afin d'aider les joueurs qui manquent d'idées pour créer leur personnage. Dans Rêve de Dragon, la notion d'archétype désigne ce que le personnage a retenu de ses diverses incarnations antérieures ; dans Unknown Armies, chaque personnage cherche à incarner un archétype du monde moderne pour en acquérir les pouvoirs.
- Attribut : voir Caractéristique.
- Auberge, taverne : un des clichés des jeux de rôle médiévaux fantastiques : l'aventure commence par une rencontre dans une auberge, typiquement avec le futur employeur.
- Avantages et défauts : particularités d’un personnage qui ne rentrent pas dans le cadre des caractéristiques, mais que le jeu simule quand même, entre autres avec des bonus/malus. Un avantage est bénéfique, un défaut est néfaste. Par exemple, un personnage Lâche (défaut) fuira plus facilement, tandis qu'un personnage Riche (avantage) aura plus de biens de départ, en monnaie ou équipement. On dit aussi atouts, handicaps, etc.
- Aventure prête-à-jouer : voir format court.

## B
- Haut – A
- B
- C
- D
- E
- F
- G
- H
- I
- J
- K
- L
- M
- N
- O
- P
- Q
- R
- S
- T
- U
- V
- W
- X
- Y
- Z

- Bac à sable (sandbox) : environnement de jeu dans lequel aucun scénario n'est prévu et dans lequel les personnages joueurs peuvent évoluer librement. Cet environnement peut se composer d'une carte et d'une description géographique de l'univers, de personnages non-joueurs et de factions et de leurs inter relations ou encore de tables de génération aléatoire d'événements, de rencontres et autre. Voir aussi Hex crawling.
- Backer : souscrire à un financement participatif (de l'anglais to back, soutenir). Voir aussi Pledger.
- Background, BG : « arrière-plan », anglicisme désignant la toile de fond. 1. Dans le cas particulier d'un personnage, cela désigne son historique, ce qui a formé sa personnalité à l'exclusion de son apparence et ses capacités physiques : son passé, ce qu'il a vécu avant le temps de la partie. 2. L'univers du jeu, le cadre de campagne.
- Backstab : « coup de poignard dans le dos », anglicisme courant pour désigner une attaque en embuscade ; il s'agissait à l'origine d'une capacité du voleur à Donjons et Dragons. Un magazine de jeu de rôle a conséquemment été nommé Backstab. La traduction régulière au Québec, ainsi que dans les versions françaises de Donjons et Dragons à partir de la version 3, est « Attaque sournoise ».
- Barbare : désigne en général un peuple fruste, proche de la nature, à l'organisation tribale et rejetant la magie ; il s'agit de la caricature véhiculée par Conan le barbare. Dans certains jeux, comme RuneQuest, cela désigne simplement une société organisée en villages ou nomade, par opposition aux citadins. Souvent abrégé Barb. Parfois, il s'agit d'une classe de personnage.
- Berserk, Berzerk : nom utilisé pour désigner un personnage capable d'accès de colère extrêmement destructeurs, « fou furieux ». Le mot tire son origine du scandinave berserkr, ber signifiant ours, et serkr, chemise ; il fait allusion aux peaux d'ours que ces guerriers portaient au combat. Dans certains jeux, ce sont les « barbares » qui peuvent devenir berserk — barbare dans le sens caricatural.
- Bestiaire : voir Manuel des monstres.
- Big model : théorie de Ron Edwards, conçue au sein de la communauté de the Forge, et qui décrit le lien entre les attentes des joueurs (le contrat social, les attentes créatives) et les actions qu'ils entreprennent autour de la table (les instantanés).
- Bi-table : désigne une partie comportant deux groupes de joueurs, chacun avec son meneur, dans laquelle ces deux groupes participent au même scénario et peuvent interagir.
- Bonus : ajustement positif apporté à une caractéristique ou un talent, donc bénéfique pour le personnage. S'oppose à malus. Exemple : « J'ai réussi à ouvrir la porte parce que mon matériel me donnait un bonus de +3. »
- Boss : désigne un personnage non-joueur de forte puissance (par rapport aux personnages joueurs) concluant lors d'un combat, une séance de jeu, ou un scénario donné. La notion est directement empruntée au jeu vidéo. COPS intègre pleinement ce concept : les boss y ont plus de points de vie que les autres personnages non-joueurs, et autant que les héros.
- Bourrin : se dit d'un joueur dont le personnage a un comportement violent, qui cherche tous les moyens pour lui assurer plus de puissance destructrice. Le bourrin est souvent aussi grosbill.
- Burst : ouvrage « tout-en-un » contenant à la fois les règles et une campagne, et qui n'est pas destiné à avoir de suite ; gamme réduite à un ouvrage.

## C
- Haut – A
- B
- C
- D
- E
- F
- G
- H
- I
- J
- K
- L
- M
- N
- O
- P
- Q
- R
- S
- T
- U
- V
- W
- X
- Y
- Z

- Cadavre d'Ent : voir Arbre mort.
- Campagne (anglais : campaign) : par analogie à une campagne militaire (succession de batailles), une campagne de jeu de rôle est une suite de scénarios. Comme dans une trilogie (ou une tétralogie, etc.) de films, de livres, ou de dessins animés, les mêmes personnages vivent des histoires successives plus ou moins liées, qui vont les faire évoluer sur le long terme. Peut s'opposer à "one-shot".
- Caractéristique, carac, attribut (anglais : trait, attribute, characteristic, statistic, ou stat) : donnée de la fiche de personnage indiquant le niveau d'une qualité intrinsèque du personnage (Force, Intellect, Agilité, Charme…). La caractéristique est généralement innée et ne change pas d'un univers à l'autre si l'on conserve le système de jeu, sauf exceptions. On peut souvent la développer avec l'expérience, mais cela prend bien plus longtemps que pour une compétence et le meneur de jeu peut l'interdire : on ne peut pas devenir un génie en passant de 8 à 16 en Intellect, par exemple.
- Character Kill : désigne l'action de se faire tuer en jeu et de devoir recommencer un nouveau personnage avec une nouvelle identité.
- Classe de personnage, profession (anglais : character class) : type de personnage basé sur un modèle récurrent (guerrier, voleur, mage, prêtre, etc.) qui définit partiellement ses aptitudes et son évolution dans un certain nombre de jeux de rôle, notamment Donjons et Dragons.
- Clerc : classe de personnage de Donjons et Dragons, un prêtre teinté de guerrier.
- Compétence, aptitude (anglais : skill) : donnée de la fiche de personnage indiquant le niveau d'un savoir ou d'une pratique d'un personnage. Les compétences sont acquises, progressent facilement avec l'expérience du personnage, et changent d'un univers à l'autre même si l'on conserve le système de jeu. Exemples dans un univers médiéval-fantastique : se déplacer à cheval, se battre à l'épée, crocheter une serrure, désamorcer un piège, pratiquer la magie… Exemples dans un univers contemporain : conduire une voiture, tirer au pistolet, utiliser un ordinateur, connaître la botanique, parler une langue étrangère…
- « Contrat social » : « nous jouons à ce jeu ici et maintenant ». Issu du big model (voir Théorie LNS), le contrat social désigne ce sur quoi les joueurs se mettent d'accord avant de jouer. Cela peut être un contrat tacite, ou bien formalisé. Sa définition est générale : règles de savoir vivre (ponctualité, politesse), système de jeu (règles, univers, type de scénario), thématique abordées.
- Corps à corps, CàC : combat à proximité immédiate de l'adversaire (quelques mètres maximum), par opposition au combat à distance.
- Critique : voir Réussite critique.
- Crunch : texte décrivant des règles, de la mécanique de jeu, par opposition au fluff. Ce terme semble provenir du jeu de société.

## D
- Haut – A
- B
- C
- D
- E
- F
- G
- H
- I
- J
- K
- L
- M
- N
- O
- P
- Q
- R
- S
- T
- U
- V
- W
- X
- Y
- Z

- Défaut : voir Avantages et défauts.
- Dégâts, Dommages : lorsqu'un personnage ou un objet est atteint par une attaque (coup, flammes, chute, poison), il perd des points de vie ou des niveaux de santé : on dit qu'il subit des dommages ou qu'il encaisse des dégâts. La plupart du temps, les dommages sont aléatoires (tirés au dé), dépendent de la force de l'attaquant (s'il y en a un) et de l'arme, et peuvent être réduits par une protection. Il existe des dommages exotiques comme les dommages magiques, les maladies, etc.
- Dés (anglais : die, dice) : les dés sont l'outil le plus utilisé pour générer du hasard au cours des parties de jeu de rôle (voir Hasard).

Il existe un grand nombre de dés utilisés par les différents jeux de rôle. Outre le traditionnel dé à 6 faces, on trouve des dés à 3, 4, 8, 10, 12, 20, 30, voire 100 faces, et aussi d'autres dont l'usage est généralement réservé à un jeu spécifique (voir l'article Dé > Dés non cubiques).
Pour décrire les lancers de dés, on utilise généralement la notation ndƒ + m où n est le nombre de dés à lancer, « d » l'abréviation du mot « dés », « ƒ » le type de dé (nombre de faces), et m un éventuel modificateur. Par exemple, 3d6 + 1 signifie qu'il faut lancer 3 dés à 6 faces, additionner les résultats, et ajouter 1.
La notation est aussi utilisée pour des dés qui « n'existent pas », mais dont le comportement est « simulé » par d'autres dés donnant une probabilité équivalente. L'exemple le plus courant est le « d100 » (parfois appelé « dé de pourcentage », « d% ») : l'utilisation de deux dés à 10 faces de couleur différente, l'un pour les dizaines, l'autre pour les unités, permet de faire un résultat allant de 1 à 100 (00 par convention), chacune des cent valeurs étant équiprobable ; il existe des dés ayant réellement 100 faces, mais l'angle entre les faces est faible et ils ont tendance à rouler sans s'arrêter. Certains jeux utilisent la notation « d3 » : on jette 1d6 et on divise par 2 (1 ou 2 ⇒ 1, 3 ou 4 ⇒ 2, 5 ou 6 ⇒ 3), la notation « d2 » (on jette 1d6 et on divise par 3 : 1, 2, ou 3 ⇒ 1 ; 4, 5, ou 6 ⇒ 2; ou encore impair = 1 et pair = 2; ou bien on utilise une pièce de monnaie, pile = 1 et face = 2), voire la notation « d7 » (dans Rêve de dragon : on jette 1d8, et si l'on obtient 8, on relance le dé). L'utilisation d'un ordinateur ou d'une calculatrice programmable permet d'obtenir des résultats sans cette « gymnastique ».

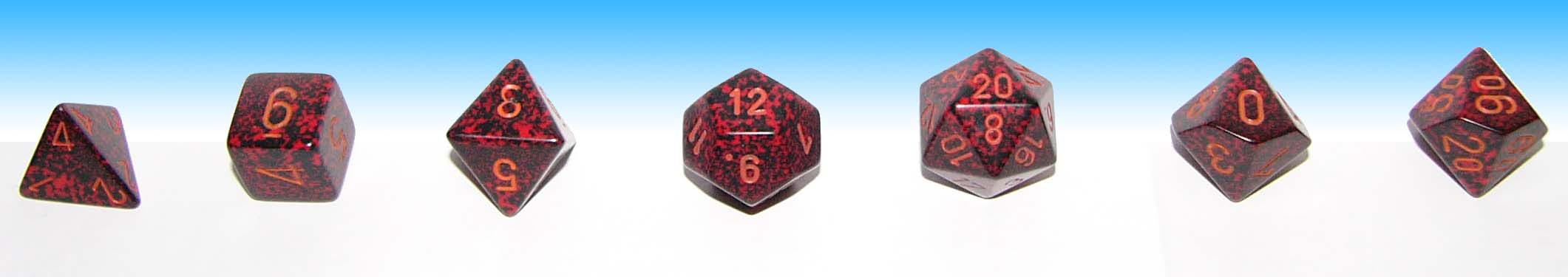
Dés polyédriques du modèle de ceux qui étaient distribués dans la version française du jeu de base de Donjons et Dragons, la « boîte rouge », en 1983.
Dés polyédriques ou multifaces.

- Diceless : litt. « sans dé ». Partie se déroulant sans outil pour générer du hasard.
- Diégèse : voir Univers.
- Difficulté : lorsqu'on fait un test, le meneur de jeu doit en préciser la difficulté. Suivant les jeux, il y a deux grandes façons de l'exprimer : 1. le joueur a un chiffre à obtenir avec les dés, par exemple 70 ou moins avec 1D100, et la difficulté (+20 %, -40 %…) change ce seuil ou le résultat des dés (les deux méthodes sont interchangeables), à la manière d'un bonus ou d'un malus. 2. la difficulté est un descriptif (« facile », « assez difficile », « difficile »…) et on lit sur une table le score à obtenir.
- Donjon : lieu clos (souterrain, château…) composé de plusieurs salles, et en général de plusieurs niveaux, dans lequel se déroule une aventure. Le terme est une mauvaise traduction de dungeon, dans son acception de « cachot », « oubliette », « souterrain ».
- DPR : dégât (ou dommage) par round, c'est-à-dire par tour de combat. Le DPR est une manière dont les joueurs mesurent la puissance d'un combattant dans les jeux de rôle où cela a de l'importance.
- Dungeon crawling, litt. « ramper dans les souterrains » :  aventure, ou partie d'aventure, où les personnages joueurs sont censés explorer un lieu hostile, rempli de monstres et de trésors. Voir PMT.

## E
- Haut – A
- B
- C
- D
- E
- F
- G
- H
- I
- J
- K
- L
- M
- N
- O
- P
- Q
- R
- S
- T
- U
- V
- W
- X
- Y
- Z

- Échec critique (anglais : critical failure, crit fail, natural failure) : point de règle utilisé sous différentes formes dans de nombreux systèmes qui consiste, quand le résultat d'un jet de dé est très mauvais, à le considérer comme un échec catastrophique qui provoquera des conséquences plus graves qu'un échec normal. Le terme botch (foirage) est parfois employé, mais c'est le terme fumble (ratage) qui est le plus utilisé.
- Écran (anglais : GM screen) : sorte de paravent posé sur la table pour cacher le scénario et les diverses activités du meneur de jeu. On s’en sert également pour afficher des résumés des règles et les principaux tableaux de chiffres du jeu ; la plupart des éditeurs vendent des écrans avec une illustration côté joueur et un résumé des règles côté meneur.
- Effet de seuil : dans certaines règles, un seul point en plus ou en moins dans une caractéristique ou une compétence peut donner au personnage un avantage ou un handicap spécial. Ce genre de raffinement est très recherché par les mini-maxeurs.
- Effet Mercer (anglais : Mercer Effect) : nom donné à la désillusion des personnes s'adonnant pour la première fois à la pratique du jeu de rôle en comparaison du rendu des actual plays (qui jouissent parfois de l'effet de montage, de matériels de production vidéo développés, de décors et d'accessoires grandioses et d'intervenants professionnels pratiquant l'acting). Il tire son nom de Matt Mercer, le meneur de jeu de l'actual play Critical Role[5],[6].
- Embuscade (anglais : backstab, ambush) : action de se faufiler dans le dos d'un personnage pour l'attaquer par surprise. Par extension, la technique d'attaque privilégiée des personnages agiles et discrets (voleurs, assassins). L'anglicisme backstab est très largement utilisé.
- Équipement : ensemble des objets dont un personnage est équipé ; parfois, ensemble des objets possédés par un personnage, même s'il ne les porte pas sur lui.
- Expérience : système de progression générale d'un personnage ; les capacités du personnage s'améliorent, il a plus de chances de réussir ses actions avec le temps.
- Extension (ou supplément) : En plus du ou des livres de base (généralement le livre de règles, ou le livre du meneur de jeu et le livre des joueurs), le meneur de jeu peut se procurer des suppléments ou extensions pour obtenir des aides de jeu et des scénarios, voire des univers ou campagnes complets. Dans les plus anciens jeux, comme Donjons et Dragons ou le Jeu de Rôle des Terres du Milieu, les extensions étaient appelées modules, et le terme survit.

## F
- Haut – A
- B
- C
- D
- E
- F
- G
- H
- I
- J
- K
- L
- M
- N
- O
- P
- Q
- R
- S
- T
- U
- V
- W
- X
- Y
- Z

- Fail forward : littéralement « échouer et continuer » ; désigne une manière de jouer dans laquelle un échec (souvent un jet de dés raté) ne signifie pas un blocage de l'histoire mais un rebondissement. La fiction continue, la réussite ou l'échec sont simplement deux manières différentes de la développer. Voir Succeed at a cost.
- Familier (anglais : pet) : dans certains jeux, des personnages peuvent être liés magiquement à un animal ou à un esprit, qui leur obéit et agit de manière coordonnée avec eux, et il peut parfois y avoir un lien empathique ou télépathique. On considère parfois que, du fait de cette forte empathie, la perte d'un familier est un événement traumatisant pour le personnage, qui perd alors une partie de ses capacités.
- F.A.T.A.L. : From another time, another land (d'un autre temps, d'une autre terre), anciennement Fantasy adventure to adult lechery, jeu de rôle écrit par Byron Hall et publié en 2004 par FATAL Games ; considéré unanimement comme le pire jeu de rôle jamais publié — 975 pages de règles ingérables et de mauvais goût (euphémisme), il a par exemple une table Anal Curcumference Potential qui indique la taille maximale d'un objet pouvant rentrer dans l'anus —, et utilisé comme repoussoir.
- Feuille de personnage (anglais : character sheet), fiche de personnage : tableau imprimé sur une feuille individuelle remise à un joueur, résumant l'ensemble des capacités et possessions de son personnage, en relation avec les règles du jeu.
- Figurant : classe particulière de personnages non joueurs, dotés de caractéristiques faibles et de règles spéciales qui les rendent moins durables. Leur rôle est de fournir des adversaires ou alliés en nombre, sans que le meneur de jeu ait à s'encombrer de leur gestion détaillée. Encore appelés extras à Scion et Savage Worlds, ou brutes aux Secrets de la septième mer.
- Figurines (anglais : miniatures) : bon nombre de joueurs se procurent des figurines pour représenter leurs personnages sur le terrain (alors représenté par des cartes, des plans, ou des maquettes de décor), notamment lors de combats. Il en existe une très vaste gamme, en plomb, étain ou plastique, de taille variée (de 25 mm pour les humains, à plusieurs dizaines de centimètres pour les dragons et autres monstres). Ces mêmes joueurs aiment souvent les peindre en détail. Elles peuvent s’avérer pratiques mais leur usage est optionnel, rares sont les jeux qui le requièrent (Cadwallon est une exception notable).
- Financement participatif : également appelé « précommande participative » ou « foulancement » (anglais : crowdfunding, mot-valise formé de « foule », crowd, et « financement », funding), désigne le fait d'assurer une partie du financement avant la parution d'un ouvrage. En droit français, il s'agit d'une prévente. Les principales plateforme Internet dans le cadre du jeu de rôle sont Kickstarter (KS), Ulule et Game On Tabletop. Voir aussi Backer et Pledger.
- Fluff : désigne un texte décrivant le cadre de jeu, par opposition au crunch ; voir Univers. Ce terme semble issu du jeu de société.
- Forge, the : communauté Internet de créateur indépendants des grands éditeurs dans les années 2000. Le forum a été l'objet de nombreuses discussions ayant mené à plusieurs innovations importantes dans les mécaniques de jeu (gameplay). Le nom a donné l'adjectif forgien. Voir Théorie LNS et Big model.
- Format court, également appelé « one-shot » ou « aventure prête-à-jouer » : désigne un scénario « sans lendemain », totalement indépendant, dont les personnages (souvent pré-tirés) ne seront pas réutilisés ultérieurement dans une autre partie. Peut s'opposer à campagne.
- Freeform, litt. « informel ». Le terme est importé de la pratique du grandeur nature et n'a pas de définition faisant consensus, mais désigne en général une partie n'utilisant pas de règle de résolution.
- Fumble : voir Échec critique.

## G
- Haut – A
- B
- C
- D
- E
- F
- G
- H
- I
- J
- K
- L
- M
- N
- O
- P
- Q
- R
- S
- T
- U
- V
- W
- X
- Y
- Z

- Gameplay : mécanique du jeu, par opposition au roleplay. Selon Sébastien Delfino[7], dans le jeu de rôle, cela inclut : l'usage du jeu, les possibilités d'action qu'offre un jeu, le but du jeu, le genre ludique et éventuellement la difficulté ; ou pour simplifier : « ce à quoi on joue et comment ».
- Gestalt character : essentiellement à D&D, personnage obtenu en fusionnant deux classes c'est-à-dire en prenant le meilleur des deux classes, contrairement aux règles du multiclassage qui imposent des restrictions.
- Grimoire : voir Livre de sorts.
- Gritty : « réaliste », désigne un univers dans lequel les personnages ont peu de pouvoirs fantastiques ou technologiques, et les combats sont souvent dangereux.
- Gros Bill ou grosbill (anglais : Munchkin, powergamer) : initialement, c'est un joueur de Donjons et Dragons qui fréquentait le fameux club de l'École normale supérieure de la rue d'Ulm, pionnier des jeux de rôle en France, et qui appréciait particulièrement les objets magiques. Cela devint un personnage caricatural présenté dans le magazine Casus Belli. Ce terme désigne par extension la pratique du jeu de rôle orientée vers l'accumulation de puissance et de richesse (on parle alors de grosbillisme).
- Guide du maître (anglais : Master's guide) : certains jeux nécessitent plusieurs livres de règles ; le livre du maître est alors la partie que ne doivent pas connaître les joueurs autres que le meneur de jeu. On y trouve de nombreux secrets à distiller lentement auprès des joueurs, bien sûr, mais aussi des conseils pour bien maîtriser une partie de jeu de rôle et comment créer son aventure ou sa campagne. On y trouve aussi un aperçu des divers niveaux de difficulté ou encore les effets d'événements spécifiques, tels que les pièges.

## H
- Haut – A
- B
- C
- D
- E
- F
- G
- H
- I
- J
- K
- L
- M
- N
- O
- P
- Q
- R
- S
- T
- U
- V
- W
- X
- Y
- Z

- Hasard : le hasard est utilisé dans la plupart des parties de jeu de rôle. La plupart du temps, il intervient sous la forme de jets dés (voir Dés), mais il existe d'autres outils : tirage de cartes, tirage de jetons, pierre-feuille-ciseaux, choix des joueurs « en aveugle »…
Le hasard a plusieurs rôles : générer de l'histoire (survenue d'éléments aléatoires, conclusion aléatoire d'une action), générer du suspense (événement à venir inconnu, issue d'une situation incertaine), introduire du jeu dans le jeu (jeu de hasard, pari). Il peut aussi servir à simuler le hasard ayant lieu dans le monde fictif, ou bien à gérer l'ignorance des joueurs (brouillard de guerre) : pour le joueur, il n'y a aucune différence entre un événement déjà écrit mais caché, et un événement tiré aléatoirement.
 Certains jeux se revendiquent sans hasard (on utilise parfois le terme diceless, « sans dé »), c'est-à-dire qu'ils n'utilisent aucun outil de génération aléatoire, les seules inconnues étant les décisions des joueurs (meneur de jeu compris).
- Héros : nom désignant généralement les PJ (Personnages-Joueurs). Certains jeux donnent la possibilité de jouer les Héros ou des faire-valoir, suivants, familiers, et compagnons, comme dans Ars Magica par exemple.
- Hex crawling : mot-valise formé de hexagon et crawling (« ramper »). Désigne une partie dans laquelle les personnages-joueurs explorent un environnement basé sur une carte qui est munie d'un quadrillage hexagonal.
- Historique : voir Background.
- Hors-jeu ou hors role-play (HRP) : expression signifiant que le joueur désire s'exprimer en tant que joueur et non en tant que personnage. Discours extra-diégétique ou métafictionnel, voir l'article Interprétation du rôle.

## I
- Haut – A
- B
- C
- D
- E
- F
- G
- H
- I
- J
- K
- L
- M
- N
- O
- P
- Q
- R
- S
- T
- U
- V
- W
- X
- Y
- Z

- Improvisation, Impro, ou Improvisation narrative : capacité du meneur de jeu à inventer le scénario lors d'une partie et au fil de son imagination. Peut être plus ou moins préparé à l'avance, avec des clés scénaristiques (événements à déclenchement géographique et/ou à déclenchement chronologique bien précis). Désigne aussi un scénario créé à la demande, sans trame pré-écrite.
- Initiative : désigne la vitesse de réaction des personnages dans un moment d'action, surtout un combat, et, en termes de règles, l'ordre d'action des personnages. Le diminutif init est souvent employé.

## J
- Haut – A
- B
- C
- D
- E
- F
- G
- H
- I
- J
- K
- L
- M
- N
- O
- P
- Q
- R
- S
- T
- U
- V
- W
- X
- Y
- Z

- JdR ou JDR : Jeu de Rôle. L'équivalent anglais RPG (Role-Playing Game) est peu utilisé car, en France, on s'en sert plutôt pour faire référence à un certain type de jeux vidéo.
- Jet sans limite (JSL) (anglais : open-ended dice, exploding dice) : mécanisme de jeu mis à l'honneur par Rolemaster, consistant à relancer le dé en cas de critique afin d'ajouter ou d'ôter le résultat au résultat précédent. Si le second jet est également un critique de même type que le critique précédent, le dé sera lancé une troisième fois et ainsi de suite. Également utilisé dans le D6 System : règle du « dé libre ».
- Jeu à secrets : jeu dans lequel une bonne part du background est inconnue des joueurs, voire du meneur de jeu, et sera révélé au fil des aventures ou des suppléments. Le procédé est risqué, car la plupart des joueurs préfèrent un jeu complet dès le départ. Le jeu à secrets le plus archétypal est Scales.

## K
- Haut – A
- B
- C
- D
- E
- F
- G
- H
- I
- J
- K
- L
- M
- N
- O
- P
- Q
- R
- S
- T
- U
- V
- W
- X
- Y
- Z

## L
- Haut – A
- B
- C
- D
- E
- F
- G
- H
- I
- J
- K
- L
- M
- N
- O
- P
- Q
- R
- S
- T
- U
- V
- W
- X
- Y
- Z

- Livre de base : la plupart des jeux de rôle comprennent un ou plusieurs livres de règles nécessaires, et plusieurs livres de règles facultatives, ainsi que de nombreux livres de scénarios ; un livre de base désigne alors un livre contenant le minimum de règles nécessaires — création et évolution des personnages, résolution des actions — que doit connaître le meneur de jeu et/ou les joueurs. Est opposé à extension.
- Livre de sorts (anglais : spellbook) : dans certains jeux, des personnages peuvent pratiquer la magie. Et dans certains cas, la magie est sous forme de sorts qui doivent être écrits dans un livre pour pouvoir être mémorisés. On appelle ce livre le livre de sorts ou le grimoire.

## M
- Haut – A
- B
- C
- D
- E
- F
- G
- H
- I
- J
- K
- L
- M
- N
- O
- P
- Q
- R
- S
- T
- U
- V
- W
- X
- Y
- Z

- Machine à saucisses : désigne un jeu pour lequel les étapes de la fiction sont définies de manière figées, qui prescrit de manière importante ce qui doit être fait au cours de la partie. Chaque partie ressemble alors à la précédente, les étapes de la fiction étant comme les saucisses d'un chapelet. Terme inventé par Ron Edwards[8].
- Mage, magicien : ce terme est souvent utilisé pour désigner le personnage lanceur de sorts. Le diminutif mago est parfois employé.
- Maîtriser, masteriser (franglais), meujeuter (familier) : s'utilisent pour désigner l'action du meneur de jeu d'animer un jeu de rôle.
- Maladresse : voir Échec critique.
- Malus : pénalité imposée à une caractéristique ou un talent et qui rend une action plus dure pour le personnage. S'oppose à bonus. Exemple : « ton personnage est gravement blessé, il aura un malus de -50 % à tout ce qu'il fait jusqu'à ce qu'il guérisse. »
- Manuel des monstres (anglais : Monster Manual), bestiaire : certains jeux nécessitent plusieurs livres de règles ; le manuel des monstres désigne alors le livre où sont détaillés les animaux, végétaux, et créatures fantastiques du monde imaginaire ; les informations sont souvent à l'usage du meneur de jeu — qui y trouvera des inspirations et des guides pour créer ses propres créatures — plutôt que des joueurs.
- Manuel du joueur (anglais : Player Handbook) : certains jeux nécessitent plusieurs livres de règles ; le manuel du joueur désigne alors le livre contenant les informations — règles du jeu, informations sur le monde — que peuvent connaître tous les joueurs sans que cela gâche le plaisir de la partie ; certaines informations doivent demeurer secrètes, à l'usage du seul meneur de jeu, voir Guide du maître.
- Marge de réussite ou d'échec : certains systèmes demandent au joueur de soustraire leur jet de la difficulté. Positive, cette différence est une marge de réussite ; négative, une marge d'échec. Parfois, on la subdivise en degrés de réussite (de 0 à 4, de 5 à 8 etc.).
- Meneur de jeu, maître de jeu, MJ (anglais : game master, GM, storyteller, dungeon master, DM) : animateur de la partie, qui décrit les situations, prend en compte et arbitre les actions des joueurs, et incarne les personnages non-joueurs. De nombreux jeux utilisent une terminologie spécifique pour désigner le MJ (Conteur, Gardien des Arcanes, Maître de donjon, etc.).
- Mercer Effect : voir Effet Mercer.
- Métajeu (anglais : metagaming) : réflexion qui sort du cadre strict du jeu (roleplay et application des règles). Par exemple, si un joueur cherche à connaître les goûts du meneur de jeu pour prévoir ses décisions. Le meneur de jeu lui, peut faire du métajeu en manipulant les règles pour aider ou freiner les personnages.
- Meuler ou se meuler : terme familier signifiant "combattre au corps à corps", "s'affronter". Implique une grande violence.
- Mini-maxeur ou Min-maxeur : terme provenant de l'expression anglaise min-maxing. Il s'agit d'un joueur qui chercher à optimiser son personnage de jeu de rôle par un abus de ses mécaniques, par un détournement des règles, ou par tout autre stratagème. L'objectif du mini-maxeur est d'obtenir le personnage le plus optimisé, c'est-à-dire qui possède les meilleures chances de survivre, de faire des dommages, ou tout simplement le plus puissant possible.
- Module : voir Extension et Scénario.
- Monty Hall : terme désignant une campagne dont les récompenses, comme les trésors, les pièces d'or, les objets magiques, et les points d'expérience, sont en énormes quantités. Le terme vient du quiz télévisé Let's Make a Deal, animé par Monty Hall dès 1963, dans lequel les participants recevaient d'immenses prix pour ne quasiment rien faire.

## N
- Haut – A
- B
- C
- D
- E
- F
- G
- H
- I
- J
- K
- L
- M
- N
- O
- P
- Q
- R
- S
- T
- U
- V
- W
- X
- Y
- Z

- Naturel : Désigne le score obtenu lors d'un lancer de dé(s) avant application des éventuels modificateurs. Principalement utilisé pour faire référence aux scores qui correspondent à une réussite ou à un échec critique. Vingt Naturel était aussi le nom d'un club de jeu de rôle dont sont issus un certain nombre d'auteurs français de JdR.
- Ninja de verre : désigne un personnage qui est très dur à atteindre (un ninja) mais qui meurt facilement (comme un objet en verre qui casse au premier coup). Cela peut être une conséquence du système de jeu, par exemple si les dégâts sont indexés à la réussite du jet de toucher (comme le personnage est difficile à toucher, un jet réussi est nécessairement très bon donc inflige beaucoup de dégâts) ; c'est par exemple le cas de Torg. Cela peut aussi être dû à une volonté d'équilibrer la difficulté (le personnage est très dur à toucher mais est peu résistant pour pouvoir être vaincu).
- Niveau : valeur reflétant la puissance générale d'un personnage ; c'est un mode de gestion de l'expérience.
- Niveau de santé ou niveau de blessure : les jeux qui n'utilisent pas de points de vie ont généralement recours aux niveaux de santé pour évaluer l'état d'un personnage. Il y a deux avantages à cela : d'une part, cela aide au roleplay ; d'autre part, cela évite qu'un personnage ayant perdu 95 % de ses points de vie continue à agir aussi librement qu'un autre parfaitement valide. On distingue le plus souvent des états tels que "en pleine santé", "contusions", "blessure légère", "blessure grave", "coma" ou "invalidité", "mort", chacun donnant un malus aux actions. Ces jeux comprennent ceux du Monde des Ténèbres, le jeu de rôle du Seigneur des Anneaux, Star Wars, Dune : Chronicles of the Imperium, Nephilim deuxième édition…
- Notation des dés : voir Dés.

## O
- Haut – A
- B
- C
- D
- E
- F
- G
- H
- I
- J
- K
- L
- M
- N
- O
- P
- Q
- R
- S
- T
- U
- V
- W
- X
- Y
- Z

- Objet magique : Objets uniques divers (par exemple des armes, armures, anneaux, colliers, potions, etc.) possédant des capacités magiques (surnaturelles), donnant un avantage dans le jeu, et convoitées par les joueurs, notamment les Grosbills.
- One shot : anglicisme désignant un scénario sans lendemain, voir Format court. 
 L'expression one shot peut aussi signifier le fait de tuer un personnage en un seul coup. (parfois abrégé en OS).
- Ordre d'action : voir Initiative.

## P
- Haut – A
- B
- C
- D
- E
- F
- G
- H
- I
- J
- K
- L
- M
- N
- O
- P
- Q
- R
- S
- T
- U
- V
- W
- X
- Y
- Z

- Paladin : à Donjons et Dragons, le paladin est un prêtre-guerrier qui doit défendre le « bien » en respectant un code moral très strict, en échange de quoi il a le soutien de son dieu. Il s'agit d'une sorte de caricature du croisé. Souvent mal-aimés des autres joueurs en raison de leur attitude psychorigide, les paladins se voient fréquemment affublés de diminutifs tels que palatoche ou palouf. La quatrième édition de Donjons et Dragons a grandement assoupli ce cadre.
- Paravent : voir Écran.
- Partage narratif : fait que la responsabilité de l'avancement de l'histoire est entre les mains de tous les joueurs et toutes les joueuses et pas que du ou de la MJ.
- Partie filmée : voir Actual play.
- Personnage, perso (anglais : character, char) : entité imaginaire incarnée par un joueur (qui peut être le meneur de jeu).
  - Personnage joueur, PJ (anglais : player character, PC) : expression utilisée pour désigner soit un personnage incarné par un joueur (l'expression plus exacte serait alors « personnage d'un joueur »), soit, par abus de langage, un joueur qui incarne un personnage par opposition au meneur de jeu.
  - Personnage non-joueur, PNJ (anglais : non-player character, NPC) : personnage incarné par le meneur de jeu auquel les personnages des joueurs sont confrontés dans le jeu ; il s'agit des alliés, adversaires, figurants, monstres et créatures. Certains jeux français ont essayé d'introduire des dénominations plus correctes (le PNJ est géré par un joueur, puisque le meneur de jeu est un joueur, et que la gestion d'un PNJ peut être déléguée à un autre joueur que le MJ), mais aucune n'a réussi à s'imposer : dans SimulacreS, on parle de PMJ (personnage du meneur de jeu), et Mega 3 utilise le terme PSJ (personnage sans joueur).
- Peuple/race de personnage (anglais : character race) : type de personnage basé sur une espèce généralement voisine de l'espèce humaine et plus ou moins civilisée (humain bien sûr, mais aussi elfe, nain, hobbit, orc, troll, gnome, etc.) qui définit partiellement ses compétences et son évolution dans un certain nombre de jeux de rôle, notamment la plupart des jeux médiévaux-fantastiques. « Race » est un anglicisme impropre dans cette acception (cf. Race) puisqu'il s'agit en général d'espèces différentes.
- Plateau : c'est ainsi que les rôlistes désignent le tablier de jeu, le terme « jeu de plateau » est une traduction littérale de board game qui signifie jeu de société ; les termes « plateauistes », ou « platistes », ont été formés par analogie au terme « rôliste » et désignent les joueurs de jeux de société (autres que les jeux de rôle).
- Pledger : souscrire à un financement participatif (de l'anglais to pledge : promettre, garantir). Une souscription est aussi appelée « un pledge ». Voir aussi Backer.
- Points d'action, PA : manière de gérer la vivacité d'un personnage à l'échelle sub-tactique, c'est-à-dire le nombre d'actions qu'il peut faire durant les quelques secondes d'une passe d'armes en combat ; le personnage dispose d'un capital de points, et chaque action grève ce capital ; la plupart des jeux ont une gestion plus simple consistant à indiquer le nombre d'actions possibles durant le tour de jeu.
- Points de destin (Warhammer, Le Donjon de Naheulbeuk), d'héroïsme (Thoan, Hero Wars), de personnage (Star Wars), d'adrénaline ou d'ancienneté (COPS), pépites (Deadlands), d'inspiration (Donjons et Dragons)… : « points-jokers » très précieux car ils permettent aux joueurs, dans les cas les plus désespérés (péril mortel, étourderie menant une mission à l'échec, etc.) de sauver la situation ou la vie même du personnage, ou du moins d'avoir de meilleures chances de réussite. Lorsque ces points sont présents dans les jeux, ils sont distribués à la création du personnage ou en récompense d'actions d'éclat ; souvent, ils servent aussi de points d'expérience. Star Wars les dédouble : les points de force sont plus puissants que les points de personnage, mais aussi plus rares.
- Points de magie : réserve de points utilisée pour lancer des sorts. Peut adopter différents noms selon les jeux (mana, essence, anima, etc.).
- Points de mouvement, PM : manière de gérer les déplacements sub-tactiques, c'est-à-dire les déplacements de quelques mètres durant quelques secondes, qui est parfois utilisée lors de combats ; le personnage dispose d'un capital de points, et chaque déplacement grève ce capital ; la plupart des jeux ont une gestion plus simple consistant à indiquer la distance qui peut être couverte durant le tour de jeu.
- Points de vie, PV (anglais : life point, LP, health point ou hit point, HP) : manière de gérer la santé d'un personnage ; la santé est présentée comme un capital de points qui diminue avec les blessures, les empoisonnements, ou les maladies ; lorsque le capital de points est épuisé (ou descend en dessous d'un certain seuil négatif), le personnage meurt. Parfois, les capacités du personnage baissent avec ses points de vie. Certains jeux utilisent non pas ce mécanisme mais des niveaux de santé.
- Points d'expérience, Pex, PX, XP (anglicisme : experience points) : points récompensant les joueurs en fin de partie en fonction des actions utiles et/ou héroïques entreprises par leur personnage, et qui leur permettent de l'améliorer ; c'est un mode de gestion de l'expérience.
- Porte-monstre-trésor, PMT : manière de jouer caricaturale, héritée des débuts de Donjons et Dragons ; les scénarios se résument à progresser dans un souterrain pour accumuler des richesses en vainquant des monstres et désamorçant des pièges. La dénomination vient de l'enchaînement suivant : ouvrir une porte, tuer un monstre, récupérer le trésor. En anglais, on parle de Dungeon crawling.
- Positionnement : Le Positionnement[9],[10] est l'ensemble des choix légitimes que possède un participant à un instant donné d'une partie de jeu de rôle. 
  On distingue :
  - le Positionnement fictionnel, c'est-à-dire l'ensemble des choix légitimes dans la fiction à un temps donné de la partie ;
  - le Positionnement réel incluant le Positionnement mécanique et le Positionnement interpersonnel :
    - Le Positionnement mécanique concerne  l'ensemble des choix légitimes au niveau mécanique (choix de caractéristique, du nombre de dés à lancer, des ressources à dépenser, etc.) à un temps donné de la partie ;
    - Le Positionnement interpersonnel est la façon dont les personnes réelles traitent et régulent les  informations (par exemple le fait de consentir ou non à ce qui vient  d'être dit, comment résoudre un désaccord, passer la main à quelqu'un d'autre, etc.). La définition donnée par Vincent Baker indique qu'une proposition n'est vraie que si elle est consentie par l'ensemble du groupe. La Position est le choix effectué par un participant à un moment donné parmi l'ensemble des choix possibles. Ce concept est initié par Ron Edwards, qui ne l'associe qu'aux décisions concernant le personnage et qui en fait un synonyme de “méta-jeu”[11]. 
 Il sera ensuite transformé par Emily Care Boss et Vincent Baker, pour englober l'ensemble du processus de création de choix légitimes et leur validation, voir sur Anyway (en anglais)[12],[13],[14].
- Pré-tiré (ou prétiré) : indique un personnage dont le background et les caractéristiques ont été déterminés par le MJ, et non le joueur, souvent dans l'optique d'une partie rapide ou d'une aventure très spéciale. On trouve aussi souvent des prétirés dans un jeu, pour en permettre une découverte plus aisée, sans passer par l'étape de la création de personnage.

## R
- Haut – A
- B
- C
- D
- E
- F
- G
- H
- I
- J
- K
- L
- M
- N
- O
- P
- Q
- R
- S
- T
- U
- V
- W
- X
- Y
- Z

- Râliste : mot-valise formé à partir du verbe « râler » et du substantif « rôliste » ; désigne un rôliste râleur.
- RAW, RAI, RIP : rules as written (les règles telles qu'elles sont écrites), rules as intended (les règles telles qu'elles ont été pensées par l'auteur ou l'autrice) et rules in play (les règles telles qu'elles sont effectivement utilisées à une table de jeu). Ces abréviations désignent la différence entre la manière dont l'auteur ou l'autrice a conçu le jeu et la manière dont les joueurs et les joueuses le jouent : ambiguïté de la formulation, interprétation, goûts personnels…
- Réussite critique : point de règle utilisé qui consiste, quand le résultat d'un jet de dé est très bon, à le considérer comme une réussite exceptionnelle, avec un effet spectaculaire. Si c'est un jet en opposition (un autre personnage bénéficie d'un jet pour contrer l'effet), ce jet doit la plupart du temps être lui-même critique. Pour un jet d'attaque, on parle de coup critique. C'est le contraire d'un échec critique. Le terme critique tout court s'applique généralement à une réussite plutôt qu'à un échec.
- Roleplay ou Roleplaying (RP) : interprétation du rôle, par opposition au gameplay. Capacité du joueur à incarner son personnage, à parler à sa place, et à simuler son comportement de façon fidèle et réaliste.
- Rôliste (anglais : RPG player) : joueur de jeu de rôle (terme inventé par Pierre Rosenthal vers 1994). Le terme est entré dans Le Petit Robert dans son édition de 2017 ainsi que dans le Larousse[15].
- Rollplay : Façon de jouer orientée vers les règles, cet anglicisme est forgé à partir de roleplay et du préfixe roll (to roll, signifie lancer un dé) ; sa consonance avec roleplay est volontaire. Ce type de pratique est plus proche d'un jeu de simulation classique.
- Round : tour de jeu lors d'un combat. Le round est également une mesure du temps valant en général 6 à 10 secondes (dans les premières versions de Donjons & Dragons, il valait 1 minute).
- Roll under : système dans lequel une action est réussie si la valeur d'un jet de dés est inférieure (ou égale) à la valeur de la caractéristique ou de la compétence. L'importance de la réussite peut être ensuite évaluée de deux manières : soit en calculant la marge de réussite (MR, puisque plus un score est élevé, plus la différence entre le score et le jet peut être important), soit en prenant directement la valeur du dé (puisque plus un score est élevé, plus la jet réussi peut être élevé). Cette dernière méthode est parfois appelée Roll under blackjack.

## S
- Haut – A
- B
- C
- D
- E
- F
- G
- H
- I
- J
- K
- L
- M
- N
- O
- P
- Q
- R
- S
- T
- U
- V
- W
- X
- Y
- Z

- Scénario : trame narrative utilisée par le meneur de jeu dans laquelle il fait évoluer les joueurs. Certains adoptent le pluriel italien (scenari, sans accent aigu), d'autres le pluriel français (scénarios). Dans la première version de Donjons et Dragons, les scénarios étaient appelés modules. Le diminutif scénar est souvent utilisé. Un ensemble de scénarios successifs tous rattachés à la même trame globale constitue une campagne. Selon la longueur de l'histoire et la vitesse de progression des personnages, un scénario pourra durer entre une et trois sessions de jeu (au-delà, il s'agit plutôt d'une campagne).
- Séance ou session de jeu : certaines histoires durent trop longtemps pour que l'on puisse les jouer en une fois. Pour ménager les participants, on va donc les couper en plusieurs séances. Par exemple, au bout de huit heures de jeu, le meneur de jeu, voyant que ses joueurs fatiguent, va reporter sa « grande scène » à la réunion de la semaine suivante, plutôt que de la gâcher. À ne pas confondre avec une « campagne », qui enchaîne plusieurs scénarios indépendamment du nombre de séances qui les composent.
- Seuil : chiffre à égaler, dépasser, ou ne pas dépasser suivant le jeu, lorsqu'on fait un test. Voir aussi Difficulté.
- Simulationniste :
  1. se dit d'une règle de jeu qui vise à un maximum de vraisemblance, de cohérence.
  2. Dans le sens forgien, désigne un attachement à l'immersion dans l'univers fictionnel, une approche favorisant le fait de « se prendre pour » (un guerrier, un elfe, un jedi…), le « droit de rêver » (right to dream). Voir Théorie LNS.
- Sombre secret : désigne une partie de l'univers (décor de campagne) ou une caractéristique secrète d'un personnage (son passé), aux conséquences importantes, qui peut demeurer secrète ou finir par être révélée selon le choix du meneur de jeu ou du personnage-joueur, pour le plaisir du jeu. Exemple : un certain personnage est le fils d'un grand méchant.
- Spécialisation ou spécialité : dans certains systèmes de jeu, une compétence peut être affinée par un domaine de prédilection. Le joueur reçoit un bonus si la spécialisation s'applique. Ainsi un marchand peut être spécialisé dans une filière donnée, un pilote dans un type d'appareil, un samouraï dans le maniement du katana ou du nodachi, etc.
- Stat block : (de block = « encadré », et stat, abréviation de statistics = « statistiques »), texte encadré présentant de manière synthétique les caractéristiques d'un personnage.
- Strate : voir cet article.
- Succeed at a cost : « réussir coûte que coûte » ; désigne une manière de jouer dans laquelle un échec (souvent un jet de dés raté) signifie non pas que l'action échoue mais que sa réussite s'accompagne d'un coût (blessure, perte de matériel, la situation se durcit…). Voir Fail forward.
- Supplément : voir Extension.
- Système : initialement, la notion de système désigne l'ensemble des règles de simulation. Cela comprend les types de dés utilisés, l'articulation des caractéristiques et compétences, les options du joueur à la création de personnage et durant la partie, etc. Les systèmes les plus connus comprennent le d20 System/d20 Modern, l'Art du Conteur, le d6 System, le Savage Worlds et le Basic Roleplaying System (système Chaosium).
 Le terme système peut aussi désigner une sous-partie des règles consacrée à un point particulier : la magie (système de magie), le combat (système de combat)…
 Dans une acception plus récente, la notion de système inclut tout ce qui entre en jeu : les règles de simulation, mais aussi les conventions d'intervention (voir Partage narratif), la manière de maîtriser (mécanismes de décision du meneur de jeu), le scénario, le tout illustré par le  principe de Lumpley, ou principe de Baker-Care : « Le système (qui inclut “les règles”, mais ne s'y limite pas) désigne les moyens que le groupe utilise pour imaginer les événements se déroulant au cours de la partie. »
- Système de combat de masse : partie des règles qui permet de jouer des combats entre plusieurs dizaines, voire plusieurs milliers de personnages non-joueurs en plus des personnages joueurs. Selon les cas, on joue réellement l'affrontement des unités, ou on se concentre sur les personnages joueurs et leurs actions déterminantes.

## T
- Haut – A
- B
- C
- D
- E
- F
- G
- H
- I
- J
- K
- L
- M
- N
- O
- P
- Q
- R
- S
- T
- U
- V
- W
- X
- Y
- Z

- Table : 1. Par métonymie, table de jeu, donc groupe de joueurs (syn. tablée). 2. Tableau récapitulatif d’une règle. Par exemple, une table des coups critiques indique les effets exacts d’une attaque chanceuse, selon le résultat d’un jet de dés ; une table des rencontres aide le meneur de jeu à improviser. Certains jeux (comme Rolemaster) utilisent des dizaines de tables très détaillées.
- Talents : voir Compétences.
- Test : action de lancer les dés pour savoir si un personnage réussit une action ou parvient à résister à une agression. Un test fait appel à une caractéristique et/ou une compétence contre une difficulté ; il est sujet à des bonus ou malus, et peut donner lieu à des réussites ou échecs critiques. L'idée de test implique un échec possible, tous les jets de dés ne sont donc pas des tests.
- TGCM : « Ta gueule c'est magique ». Expression utile au meneur de jeu pour éviter d'avoir à se justifier.
- Théorie LNS : théorie de Ron Edwards, conçue au sein du collectif the Forge, et qui décrit les interactions sociales des joueurs autour de la table. Ces interactions sont de trois ordres : le ludisme (le respect du défi), le narrativisme (l'histoire maintenant) et le simulationnisme (le droit de rêver).
- Tome : mauvaise traduction du terme anglais tome qui signifie « grimoire ». On parle donc parfois d'un « tome de magie » pour désigner un livre de sorts.
- TPK : total party kill, ou « groupicide » : partie au cours de laquelle tous les personnages-joueurs meurent. Le groupicide était considéré jusque dans les années 1990 comme étant une erreur, soit du meneur de jeu (qui avait mal calibré le danger), soit des joueurs (qui avaient pris des initiatives désastreuses). Un risque de mortalité élevée des PJ est un moyen de faire ressentir le danger aux joueurs ; sur des « formats courts » (personnages-joueurs créés pour une partie unique, par opposition à une campagne), le groupicide peut être une fin de partie ayant un intérêt narratif et/ou simulationniste (immersion dans un univers vraisemblable).
- Trouver objet caché, TOC (anglais : spot hidden) : nom d'une compétence du jeu L'Appel de Cthulhu, parfois utilisée par extension dans d'autres jeux ; « fais-moi un TOC » signifie « fais un jet de dés pour voir si ton personnage trouve ce qu'il cherche ». Certains jeux conseillent toutefois que ce soit au meneur de jeu de faire ce type de tirage, sans informer le joueur du résultat, et d'adapter sa description en conséquence. Ce terme a donné le nom d'un site web de jeu de rôle.
- Truc impossible avant le petit-déj : paradoxe mis en lumière par Ron Edwards : si les PJ sont les personnages principaux de l'histoire, celle-ci devrait être entre les mains des joueurs et joueuses les incarnant et non pas du ou de la MJ. Voir Partage narratif.

## U
- Haut – A
- B
- C
- D
- E
- F
- G
- H
- I
- J
- K
- L
- M
- N
- O
- P
- Q
- R
- S
- T
- U
- V
- W
- X
- Y
- Z

- Univers : Certains parlent de « monde de jeu », d'autres de « diégèse » (background est plus rarement utilisé). L'univers constitue le cadre des aventures. C'est lui qui fournit les différents décors pour les personnages et les aventures et en fixe les règles (p. ex. la magie fonctionne ou pas, il n'y a que des humains, on joue sur Terre à une époque donnée, etc.). Parfois, un jeu se déroule dans plusieurs univers parallèles et on parle alors de multivers : le cadre de campagne est donc, dans ce cas, un multivers. C'est par exemple le cas de Mega, de Rêve de Dragon (le Multirêve), du Megaverse des jeux Palladium Books, de Planescape, ou des jeux du Million de sphères, notamment Stormbringer, Elric et Hawkmoon. Il s'agit parfois d'un « univers de poche », par exemple un huis clos dans un hôpital psychiatrique dans le cas de Patient 13[16], et les termes « univers » ou « monde » renvoient à un espace vaste.

## V
- Haut – A
- B
- C
- D
- E
- F
- G
- H
- I
- J
- K
- L
- M
- N
- O
- P
- Q
- R
- S
- T
- U
- V
- W
- X
- Y
- Z

- Voleur : ce terme, issu du Hobbit, désigne, dans les éditions de D&D jusqu'en 1999, le personnage chargé de détecter et désamorcer les pièges, crocheter les serrures, repérer les adversaires embusqués, etc. Des termes moins péjoratifs l'ont aujourd'hui remplacé dans la plupart des règles de jeu (roublard, scout, éclaireur…). À ne pas confondre avec un assassin, qui est un guerrier discret.

## W
- Haut – A
- B
- C
- D
- E
- F
- G
- H
- I
- J
- K
- L
- M
- N
- O
- P
- Q
- R
- S
- T
- U
- V
- W
- X
- Y
- Z

## X
- Haut – A
- B
- C
- D
- E
- F
- G
- H
- I
- J
- K
- L
- M
- N
- O
- P
- Q
- R
- S
- T
- U
- V
- W
- X
- Y
- Z

## Y
- Haut – A
- B
- C
- D
- E
- F
- G
- H
- I
- J
- K
- L
- M
- N
- O
- P
- Q
- R
- S
- T
- U
- V
- W
- X
- Y
- Z

- YGWV, your Glorantha will vary, litt. « votre Glorantha variera » ; cette locution indique que même dans le cas d'un univers fictionnel décrit par le menu dans de nombreux livres officiels (ici, celui de Glorantha, mais on peut décliner Your Star Wars Will Vary, etc.), le monde dans lequel se déroulent les aventures d'un groupe variera d'un groupe à l'autre[17].

## Z
- Haut – A
- B
- C
- D
- E
- F
- G
- H
- I
- J
- K
- L
- M
- N
- O
- P
- Q
- R
- S
- T
- U
- V
- W
- X
- Y
- Z